# 아라바카역
아라바카역(스페인어: Aravaca)은 마드리드 경전철 2호선과 세르카니아스 마드리드의 C5호선, C10호선이 만나는 환승역이다. 마드리드 몽클로아아라바카 구에 위치해 있다. 요금구역상으로는 A구역에 속한다.
세르카니아스 역과 경전철 역은 서로 별개로 지어져 있지만 거리는 몇 미터가 채 되지 않는다. 경전철역은 2호선의 시종착역이다.

## 역사
원래는 마드리드-엔다야 선이 다니던 철도역이었으나 차마르틴 역이 문을 열고 나서부터는 장거리 열차 노선이 대부분 들어오지 않게 되었다. 갈리시아에서 오는 열차편만 유일하게 통과하였으나 이마저도 1993년까지만 영업하였다. 그 전인 1980년부터는 세르카니아스 마드리드 체계에 포함되어 C7호선이 다니게 되었고, 1996년부터는 C10호선이 들어오게 되었다.
2004년부터는 경전철 승강장이 프린시페 피오 방면에 지어지기 시작했다. 세르카니아스 승강장과 바로 붙어 있었지만 울타리로 분리되어 있었다. 이후 2007년 7월 27일 마드리드 경전철 2호선의 개통과 함께 경전철역이 문을 열었으며, 개찰구 설치공사 등을 거쳤다.

## 환승 정보
역 주변에 버스 정류장이 네 곳 있다.
버스
- 시내버스
  - 160, 161번 노선 (주간)
- 시외버스
  - 658번 노선 (주간)

경전철과 세르카니아스
| 마드리드 경전철                 | 마드리드 경전철       | 마드리드 경전철             |
| ------------------------------- | --------------------- | --------------------------- |
| 베르나 콜로니아 하르딘          | 마드리드 경전철 2호선 | 시·종착역                   |
| 세르카니아스 마드리드           |                       |                             |
| 프린시페 피오 푸엔테 데 라 모라 | C7                    | 포수엘로 알칼라 데 에나레스 |
| 프린시페 피오 아에로푸에르토 T4 | C10                   | 포수엘로 비얄바             |